# ガザ侵攻 (2023年-)
ガザ侵攻 (ガザしんこう) は、2023年パレスチナ・イスラエル戦争中の2023年10月27日、イスラエル国防軍がパレスチナ自治政府のガザ地区に軍事侵攻した紛争である。イスラエルはガザ地区を実効支配しているハマスの排除と破壊、捕らえられた人質の解放という目標を掲げた。

## 概要
ハマスによる奇襲攻撃後にイスラエル政府は戦争状態を宣言し、封鎖を強化し、ガザ地区北部の避難を命じた後に「鉄の剣作戦」を開始した。イスラエルによる作戦開始以来、ガザ地区では3万人以上のパレスチナ人が殺害され 、その中には1万2,500人以上の子供と7,000人以上の女性が含まれている。さらに7,000人が行方不明で、破壊された建物の瓦礫の下で死亡したと推定されている。 12月中旬までにイスラエル国防軍はガザ地区に2万9000発の弾薬を投下し、ガザ地区の家屋の70パーセントが破壊または損傷した。専門家らはガザにおける破壊の規模とペースは近年の歴史の中で最も深刻なものの一つであると述べている。侵攻中にイスラエルはガザ地区の少なくとも3分の1の家と数百の文化的建造物を破壊し、ガザ地区にある数十の墓地を冒涜した。